# Marine City (Michigan)
Marine City est une ville du comté de Saint Clair, dans l'État du Michigan, aux États-Unis. En 2020, sa population était de 4 079 habitants.